# Лука-Мелешківська сільська територіальна громада
Лука-Мелешківська сільська територіальна громада — територіальна громада в Україні, на території Вінницького району Вінницької області. Адміністративний центр — село Лука-Мелешківська.
Площа громади — 93,54 км², населення — 6980 мешканців (2018).

## Історія
Громада утворена 8 вересня 2016 року шляхом об'єднання Іванівської, Луко-Мелешківської сільських рад Вінницького району та Яришівської
сільської ради Тиврівського району.
12 червня 2020 року до громади приєднано Парпуровецьку та Сокиринецьку сільські ради Вінницького району та Пилявську сільську раду Тиврівського району.

## Населені пункти
До складу громади входять 13 сіл: Іванівка, Лани, Лука-Мелешківська, Майдан-Чапельський, Парпурівці, Пилява, Прибузьке, Сокиринці, Студениця, Тютьки, Хижинці, Цвіжин, Яришівка.

## Примітка
1. ↑  Розпорядження Кабінету Міністрів України від 24 квітня 2019 року № 280-р «Про затвердження розподілу обсягу субвенції з державного бюджету місцевим бюджетам на формування інфраструктури об'єднаних територіальних громад у 2019 році»
2. ↑  ВВРУ, 2018, № 6–7, стор. 119
3. ↑  Розпорядження Кабінету Міністрів України від 12 червня 2020 року № 707-р «Про визначення адміністративних центрів та затвердження територій територіальних громад Вінницької області»

| Україна | Це незавершена стаття з географії України. Ви можете допомогти проєкту, виправивши або дописавши її. |